# Kurdské protesty (únor 1999)
Kurdské protesty se v únoru 1999 konaly ve více než dvaceti evropských městech. Důvodem protestů bylo zadržení Abdullaha Öcalana tureckými agenty na letišti v Nairobi poté, co byl odhalen na řeckém velvyslanectví. Od roku 1999 pořádají Kurdové v Turecku 15. února každoročně protesty za jeho propuštění.
Řecká ambasáda v Praze požádala českou policii o ochranu, přestože se Česku protesty vyhnuly.